# Nicolas Hebisch
Nicolas Hebisch (* 26. März 1990 in Berlin) ist ein deutscher Fußballspieler.

## Karriere
Nicolas Hebisch hatte eine wechselvolle Jugendzeit in Berlin. Mit sieben Jahren trat er beim Spandauer BC ein und spielte in den folgenden Jahren beim SC Staaken, dem Nordberliner SC und Tasmania Gropiusstadt. Bei der Tasmania spielte er als B-Jugendlicher bereits in der A-Junioren-Bundesliga. Dann wechselte er 2007 zu Tennis Borussia Berlin. Dort schloss er seine A-Jugend-Zeit mit dem Aufstieg in die Junioren-Bundesliga Nord/Nordost ab.
Danach blieb er aber nicht bei TeBe Berlin, wo er maximal mit der ersten Mannschaft in der Oberliga hätte spielen können, sondern ging 2009 zum eine Liga höher spielenden SV Babelsberg 03. In der Regionalliga Nord spielte sich der Jungstürmer schnell in die Mannschaft, in der zweiten Saisonhälfte kam er dabei häufig als Joker zum Einsatz. Mit drei Toren in 27 Spielen trug er zum Aufstieg der Potsdamer in die 3. Liga bei. In seinem ersten Jahr in der Profiliga konnte er sich behaupten und entwickelte sich vom Einwechselspieler zu einem Mann für die Startaufstellung weiter.
Nach der Saison 2010/11 entstand einige Verwirrung um Hebisch, nachdem der Zweitligist Dynamo Dresden an einer Verpflichtung interessiert war und eine Option auf Vertragsverlängerung der Babelsberger gerichtlich für unwirksam erklärt worden war. Es wurde sogar schon voreilig der Vollzug des Wechsels vermeldet. Nachdem sich das Ganze aber weiter hinzog und der SVB ein verbessertes Angebot vorlegte, entschloss sich der Stürmer doch noch zu einem Verbleib in Potsdam für ein weiteres Jahr.
Nachdem Hebisch in der Hinrunde der Drittligasaison 2012/13 nur zu sechs Kurzeinsätzen kam, wurde sein Vertrag in Babelsberg im Januar 2013 aufgelöst und er schloss sich dem Regionalligisten Berliner AK 07 an.
Im Juni 2013 wechselte Hebisch zum FSV Zwickau, den er bereits nach einem halben Jahr wieder verließ. Im Januar 2014 schloss er sich dem Ligakonkurrenten TSG Neustrelitz an. Mit der TSG wurde er Meister der Regionalliga Nordost 2014, Hebisch erzielte vier Tore in neun Rückrundenpartien.
Von 2014 bis 2016 war Hebisch für den 1. FC Magdeburg aktiv. Am 31. Mai 2015 schaffte er als Teil der Mannschaft im Rückspiel der Relegation gegen Kickers Offenbach den Aufstieg in die 3. Liga. Nach der Saison 2015/16 verließ er Magdeburg in Richtung SV Waldhof Mannheim in die Regionalliga Südwest.
Von dort zog es ihn zur Saison 2018/19 weiter in die Regionalliga-West zum FC Viktoria Köln. Noch vor dem Saisonstart erlitt er im Trainingslager einen Kreuzbandriss und fiel die komplette Hinrunde aus. Mit Viktoria Köln wurde Hebisch Meister der Regionalliga und stieg in die 3. Liga auf, absolvierte jedoch aufgrund seiner Verletzung auch in der Rückserie kein Spiel für die Viktoria.
Zur Regionalligasaison 2019/20 verpflichtete der VfB Lübeck den Angreifer und stattete ihn mit einem bis Juni 2021 gültigen Vertrag aus. Unter dem Cheftrainer Rolf Martin Landerl war Hebisch meist Ergänzungsspieler. Er kam auf 18 Ligaeinsätze (5-mal von Beginn), in denen er 6 Tore erzielte. Nach dem 25 Spielen des VfB, der zu diesem Zeitpunkt auf dem 1. Platz stand, wurde die Saison im März aufgrund der COVID-19-Pandemie unterbrochen. Nachdem der Abbruch beschlossen worden war, wurde der VfB Lübeck zum Meister und Aufsteiger in die 3. Liga erklärt, da die Nord-Staffel in diesem Jahr den Direktaufsteiger stellte. In der Saison 2020/21 konnte sich der Stürmer nicht durchsetzen und kam auf nur auf 6 Einwechslungen. Der VfB Lübeck stieg wieder in die Regionalliga Nord ab, woraufhin er den Verein mit seinem Vertragsende verließ.
Zur Saison 2021/22 schloss sich Hebisch Viktoria Aschaffenburg in der Regionalliga Bayern an. Er unterschrieb einen Vertrag bis zum 30. Juni 2023 mit der Option auf ein weiteres Jahr. Diese nahm er jedoch nicht wahr und wechselte im Sommer 2023 zum FC Viktoria 1889 Berlin. Mit den Himmelblauen wurde er 2024 Berliner Pokalsieger, musste in der Saison 2024/25 allerdings den Abstieg in die Oberliga Nordost hinnehmen. Infolge des Insolvenzverfahrens gegen Viktoria wechselte er zur Saison 2025/26 zu Hertha 03 Zehlendorf.

## Erfolge
Tennis Borussia Berlin
- Aufstieg in die A-Junioren-Bundesliga Nord/Nordost:2009[15]

SV Babelsberg 03
- Meister der Regionalliga Nord und Aufstieg in die 3. Liga: 2010
- Brandenburgischer Pokalsieger: 2011[16]

1. FC Magdeburg
- Meister der Regionalliga Nordost und Aufstieg in die 3. Liga: 2015

FC Viktoria Köln
- Meister der Regionalliga West und Aufstieg in die 3. Liga: 2019

VfB Lübeck
- Meister der Regionalliga Nord und Aufstieg in die 3. Liga: 2020

FC Viktoria 89 Berlin
- * Berliner Pokalsieger: 2024